# 逆丛
数学中，纤维丛的逆丛 是其关于惠特尼和的逆。
设{\displaystyle E\rightarrow M}为纤维丛。若它与丛{\displaystyle E'\rightarrow M}的惠特尼和是平凡丛，即若
{\displaystyle E\oplus E'\cong M\times \mathbb {R} ^{n},}
则称丛E'是E的逆丛。紧豪斯多夫基上的向量丛都有逆丛。